# Володимир Косик

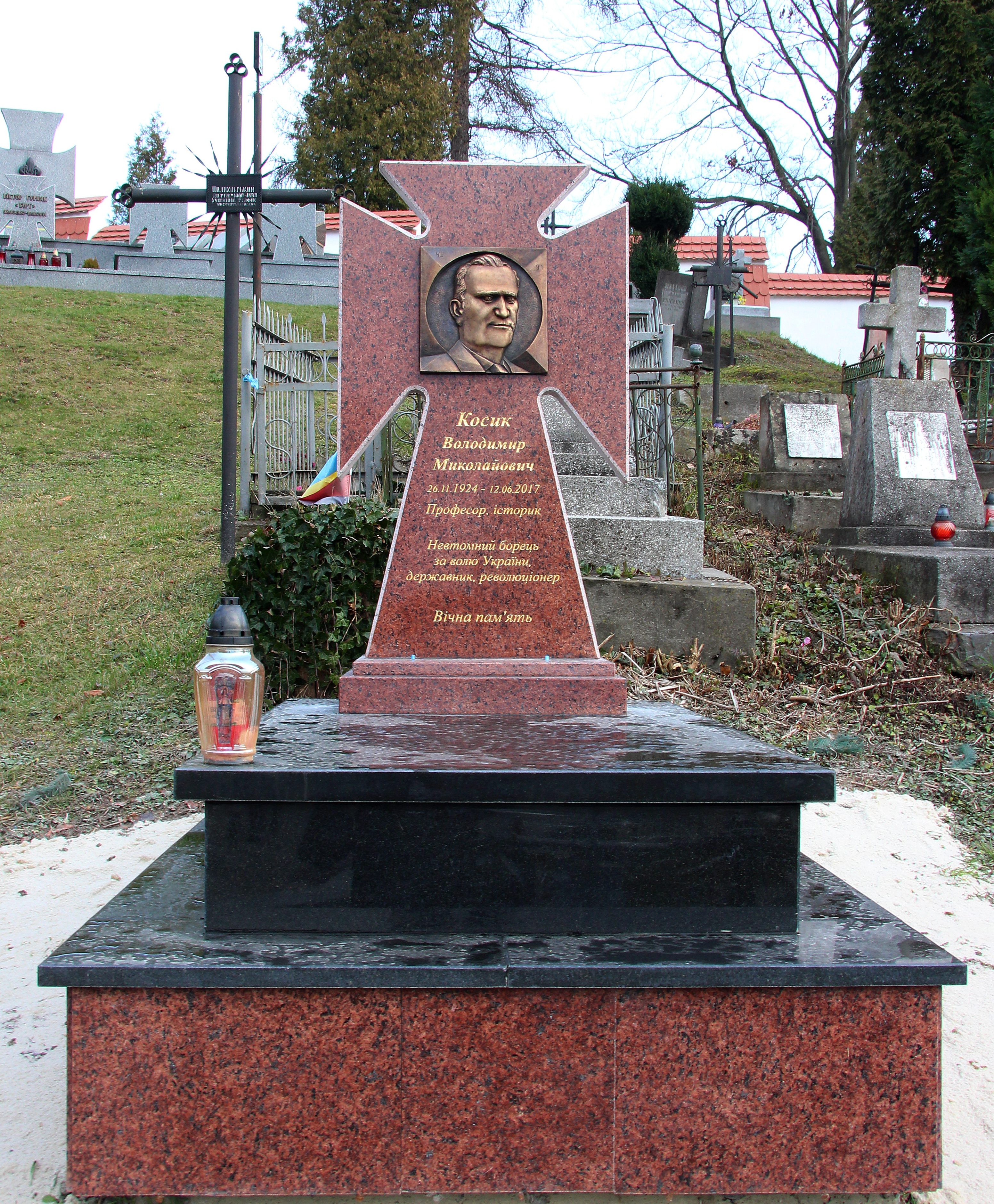

Володи́мир Ко́сик (26 листопада 1924, с. Вацевичі, Дрогобицький повіт, Львівське воєводство — 12 червня 2017, Париж, Франція) — український історик, фахівець з історії французько-українських взаємин, історії УНР та історії України періоду Другої світової війни. Псевдонім — Борис Марченко.

## Біографія та наукова діяльність
Володимир Косик народився 26 листопада 1924 р. в селі Вацевичі біля Дрогобича в бідній селянській родині. Середню освіту здобув у Дрогобичі. Під час Другої світової війни був учасником підпілля ОУН. Під кінець війни був вивезений на примусові роботи до Східної Німеччини, звідки у вересні 1946 р. перейшов до Західної Німеччини, окупованої англо-американськими та французькими військами.
З 1948 року він жив у Франції. Працював на фабриці, у вільний час займався науковою діяльністю. Навчався в Українському вільному університеті (УВУ) в Мюнхені і за кілька років у Сорбонні та в Інституті історії сучасних міжнародних взаємин.
Володимир Косик був засновником і редактором франкомовного журналу «Європейський Схід» (фр. L’Est européen). Брав активну участь у громадському житті української діаспори Франції. У 1961 році його обрали головою «Об'єднання українців у Франції».
У 1960-1980-их роках читав лекції з історії України в Українському вільному університеті в Мюнхені, а також у Національному інституті східних мов і цивілізацій.
З 1992 року часто відвідував Україну, читав спецкурси з історії України в багатьох університетах України: (Київ, Івано-Франківськ, Тернопіль, Дрогобич). З 2000 року обіймав посаду професора Львівського національного університету ім. Івана Франка, читає лекції з історії України в цьому університеті.
Помер 12 червня 2017 року в Парижі. Похований 27 червня 2017 року на 83-му полі Личаківського цвинтаря у Львові.

## Критика
Окремі українські історики, зокрема Андрій Портнов, звинувачували Володимира Косика в обробці архівних джерел при публікації та усуванні з них інформації, що свідчила про антисемітизм серед діячів ОУН — зокрема в монографії «Україна і Німеччина у Другій світовій війні».

## Визнання
- Почесний голова громадської організації «Центр досліджень визвольного руху» (Україна).
- Кавалер Ордена мистецтв, письменства і гуманітарних наук (1998) — за публікації французькою мовою про Україну, нагороджений урядом Французької Республіки,
- Золота медаль (2000) — нагороджений Українським вільним університетом,
- Орден «За заслуги» ІІІ ступеня (2005) [7]
- Офіцер Ордена мистецтв, письменства і гуманітарних наук (2005), Лауреат Міжнародної літературної премії ім. Івана Кошелівця (2000).

## Наукові праці
- Симон Петлюра: збірник студійно-наукової конференції в Парижі (травень 1976 року): статті, замітки, матеріали, ред. В. Косик, Український вільний університет. — Париж; Мюнхен, 1980. — 237 с.
- La politique de la France à l'égard de l'Ukraine, Publications de la Sorbonne ; 13. — Paris, 1981.
- Entwicklungsphasen des Konzentrationslagersystems in der UdSSR / Wolodymyr Kosyk. (Aus dem Ukrainischen übers. v. Lidia Kaszurowskyj Kriukow) — München, 1981. — 31 S.
- Das Dritte Reich und die ukrainische Frage: Dokumente 1934—1944 / hrsg., eingel. u. dargest. von Wolodymyr Kosyk. — München: Ukrain. Inst., 1985. — 227 S.
- L' Allemagne national-socialiste et l'Ukraine, Paris: Publ. de l'Est Européen, 1986. — 665 р. ISBN 2-902892-02-0.
- L'Empire de Kiev et le Baptême de l'Ukraine, Historia — n°489 , 1987, Paris , 9 c
- Українська Повстанська Армія. (Короткий історичний огляд). — Стрий, 1992. — 34 с.
- Україна й Німеччина в Другій світовій війні. Переклав з французької Роман Осадчук. — Львів: НТШ, 1993. (перше видання опубліковане в США).
- Німецька шкільна політика в Райхскомісаріяті Україна (1941—1944) / Володимир Косик В. // Визвольний шлях. — 1994. — № 3. — С. 351—360.
- Розкол ОУН (1939—1940). — 2-е вид., випр. й доп. Львів: Інститут українознавства ім. І. Крип'якевича НАН України; Львівський національний університет ім. І. Франка, 1999. — 136 с.
- Симон Петлюра / Перекл. з фр. Я. Кравець. — Львів: НТШ, 2000. — 88 с.
- Україна в Другій світовій війні у документах. Збірник німецьких архівних матеріалів (1944—1945): в 4 томах / Упоряд. В. М. Косика. — Львів: Львівський національний університет імені Івана Франка; Інститут української археографії та джерелознавства ім. М. Грушевського НАН України, 2000.
- Українці у Франції. — Львів: Львівський національний університет імені Івана Франка, 2008.
- Косик В. Правда історії. Роки окупації України 1939—1944 (Збірник статей) — Київ: Українська видавнича спілка, 2008. — 184 с.
- Спецоперації НКВД-КГБ проти ОУН: боротьба Москви проти українського націоналізму 1933—1943. Дослідження методів боротьби. — Львів: Галицька Видавнича Спілка, 2009. — 160 с., іл. ISBN 978-966-1633-15-4.
- Косик В. Боротьба за незалежність України в 1938—1941 роках. Втрати України у Другій світовій війні. Наукове Товариство ім. Т. Шевченка в Європі. — Київ, 2013. — 174 с.
- Косик В. Україна — довга і важка боротьба за існування. — Київ: Вид. дім «Києво-Могилянська академія», 2014.